# Saxifraga gyalana
Saxifraga gyalana är en stenbräckeväxtart som beskrevs av Cecil Victor Boley Marquand och Airy Shaw. Saxifraga gyalana ingår i Bräckesläktet som ingår i familjen stenbräckeväxter. Inga underarter finns listade i Catalogue of Life.